# 이지무
이지무(李之茂, 생몰년 미상)는 고려시대 중기의 문신이다. 본관은 인주(仁州)이다. 여러 번 과거시험을 주관하였고 관직은 문하시랑에 이르렀다.

## 생애
1141년(인종 19) 사신으로 선발되어 금나라에 다녀왔다. 1147년(의종 1) 주시관이 되어 국자감시(國子監試)를 주관하였다. 이후 우간의대부·좌간의대부를 거쳐 1150년 동지공거(同知貢擧)가 되어 예부시(禮部試)를 주관하였다. 1151년 지어사대사(知御史臺事)가 되었다. 1156년 지공거가 되어 다시 예부시를 관장하였다. 동년 김존중(金存中)을 대신하여 태자태보(太子太保)가 되었다.
1157년 감수국사(監修國史)가 되었다. 1162년 판상서이부사(判尙書吏部事)를 거쳐 1164년 중서시랑평장사(中書侍郎平章事), 1165년 문하시랑 동중서문하평장사(門下侍郎同中書門下平章事)를 역임했다.

## 같이 보기
- 이자겸
- 이자의
- 이공수